# Tipula (Eumicrotipula) aedon
Tipula (Eumicrotipula) aedon is een tweevleugelige uit de familie langpootmuggen (Tipulidae). De soort komt voor in het Neotropisch gebied.